# 広中和歌子
広中 和歌子（廣中 和歌子、ひろなか わかこ、1934年（昭和9年）5月11日 - ）は、日本の政治家。旧姓、木本（きもと）。
東京都出身。夫は数学者の広中平祐。参議院議員を4期つとめ、細川内閣では環境庁長官をつとめた。

## 年譜
- 1934年（昭和9年）5月11日、東京都に生まれる。
- 1953年（昭和28年）、お茶の水女子大学附属高等学校を卒業する。
- 1957年（昭和32年）、お茶の水女子大学文教育学部英文学科を卒業する。
- 1964年（昭和39年）、ブランダイス大学大学院文化人類学修士課程を修了する。
- 1986年（昭和61年）7月6日、第14回参議院選挙に比例区から公明党の比例名簿登載1位で立候補し、初当選。
- 1992年（平成4年）7月26日、第16回参議院選挙に比例区から公明党の比例名簿登載4位で立候補し、再選。
- 1993年（平成5年）8月9日、細川内閣で環境庁長官を拝命（〜翌年4月28日）。
- 1994年（平成6年）12月10日、公明党の解散により、新進党の結成に参加。
- 1997年（平成9年）12月27日、新進党が解散する。
- 1998年（平成10年）、国民の声の結成に参加、民政党を経て民主党に参加する。
- 1998年（平成10年）7月12日、第18回参議院選挙に千葉県選挙区から無所属で立候補し、3選。
- 2004年（平成16年）7月11日、第20回参議院選挙に千葉県選挙区から民主党公認で立候補し、4選。
- 2010年（平成22年）7月11日、第22回参議院選挙に比例区から民主党公認で立候補し、5選を目指したが、落選。
- 2010年11月の秋の叙勲において旭日大綬章を受章した[1][2]。
- 2011年（平成23年）、民主党千葉県連顧問。
- 2014年（平成26年）日本国際フォーラム評議員[3]、政策委員[4]。
- 2016年（平成28年）、民進党千葉県連顧問。
- 2018年（平成30年）、国民民主党千葉県連顧問。

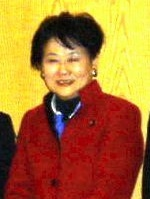
2005年11月、アイルランドにて

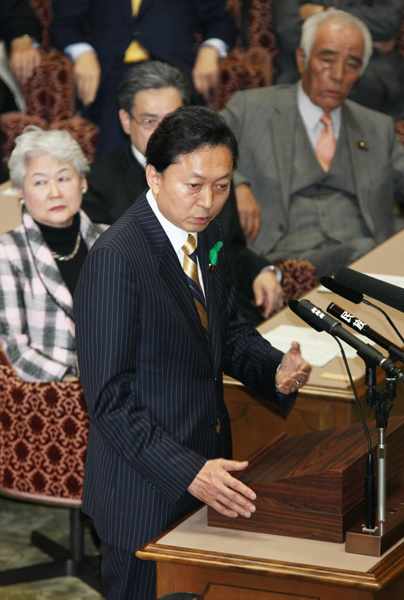
2010年、 国家基本政策委員会合同審査会にて(左端)

## 人物
- 公明党公認候補（非創価学会員）として、参議院議員通常選挙に当選した。非創価学会員の公明党議員は広中の他に続訓弘、草川昭三、池坊保子らがいる。
- 1994年（平成6年）、公明党分党によって結成された公明に参加せず、新進党へ単独での参加を表明した。
- 1997年（平成9年）、新進党解党後、旧公明党系の議員らが結成した新党平和や黎明クラブには参加せず、国民の声、民政党を経て1998年に民主党へ合流した。
- 2003年（平成15年）、静岡空港建設反対の国会議員署名活動で署名者に加わった[5]。
- 在米生活が長かったことから語学力を活かし、『ジャパン・アズ・ナンバーワン』（エズラ・ヴォーゲル）、『有能な親』（デヴィッド・ルイス）などの邦訳や、日本の小説の英訳も手がける。
- 娘の広中えり子も夫の平祐と同様に数学者でフロリダ州立大学教授[6]。
- 義妹（弟の妻）に東宮女官の木本彰子がいる。
- 選択的夫婦別姓制度に賛同[7]。